# Новий нечистий з пекла
«Новий нечистий з пекла» — радянський художній фільм 1964 року, знятий на студії «Талліннфільм», режисером Григорієм Кромановим. За романом класика естонської літератури Антона Таммсааре «Новий Нечистий із Самого Пекла».

## Сюжет
Якось Нечистий зазвичай з'явився до святого Петра за черговою партією душ, однак, душ йому не дали. Виявляється, на небесах виник сумнів: чи створена взагалі людина таким чином, що вона в змозі знайти блаженство? Якщо ні, то за яким правом її посилають після смерті в пекло? Для вирішення цього питання Нечистому потрібно прожити на землі людиною — і якщо він зможе знайти блаженство, то значить це можливо, і все залишається як і раніше, а якщо ні — якщо як людина він після смерті потрапить в пекло, то рід людський як є буде знищений, а душі зберуть воєдино — з раю і пекла — і відправлять туди, звідки вони з'явилися.
Нечистий зі святим Петром довго вирішують у вигляді кого Нечистому відправитися на землю: купця, промисловця, робітника, чиновника, вченого, художника або духовної особи — але вирішують, що в цих іпостасях врятувати душу неймовірно важко. Варіант стати рибалкою Петро не радить — зі свого досвіду. У підсумку вирішують, що найпростіше досягти блаженства може селянин. Ну якщо набридне і буде важко — то Нечистий з селянина виб'ється в люди, Петро думає, що це просто на землі… Нечистий готовий відправитися на землю, але бере з собою і свою стару.
Так в лісовій глушині, в самотній садибі Саме Пекло в стороні від людей і доріг з'являється естонський селянин Юрка — людина величезної сили і незвичайної працьовитості. Він бере у куркуля Антса коня з возом, порося і корову, і працює на його полі, щоб віддати борг. Незабаром Юрка зустрічає дівчину Юулу, і у них народжуються діти. Життя текло повільно. Юрка викорчовував пні, повитягував валуни, що вросли в землю, осушив болота під нові ріллі та покоси. Але, як не старався, Юрка не міг розплатитися з боргами — поки виплачував старі, набігали нові. Багаторічна праця не приносила щастя. І різні біди випадали на селянина: старшому синові молотаркою відірвало руку, зганьблена молодим Антсом гине дочка Юрки. І зауважує Юрка, що багато чого в житті йде не так, а вже підходить старість. І коли Антс за борги проганяє його з землі, яку Юрка все життя обробляв, Юрка спалює його садибу…

## У ролях
- Ельмар Салулахт — Юрка, «Нечистий»
- Антс Ескола — Хитрий Антс
- Астрид Лепа — Юула
- Лейда Раммо — Лізете
- Хейно Мандрі — священник
- Ейлі Сільд-Торга — Майя
- Юрі Ярвет — Святий Петро
- Каарел Карм — Арст
- Яан Сауль — чорт Куста
- Роберт Гутман — молодий Юрка
- Мікк Міківер — молодий Антс
- Хуго Лаур — візник
- Оскар Лійганд — сусід
- Лейда Ару — сусідка
- Ейнарі Коппель — каменяр
- Олев Ескола — констебель
- Аадо Химре — констебль
- Хельмут Вааг — аукционіст
- Тійа Крійса — покоївка
- Сандер Раус — друг Антса
- Леонхард Мерзін — друг Антса
- Калью Караск — молодий чоловік в окулярах
- Інес Ару — епізод
- Олев Тінн — епізод
- Ервін Абел — епізод
- Антс Йигі — епізод

## Знімальна група
- Режисери — Григорій Кроманов, Юрі Мюйр
- Сценаристи — Геннадій Каледа, Юрі Мюйр
- Оператор — Юрі Гаршнек
- Художник — Рейн Раамат